# Fontaine du Trocadéro
La fontaine du Trocadéro ou fontaine de Varsovie est une fontaine située dans les jardins du Trocadéro, en contrebas du palais de Chaillot, dans le 16e arrondissement de Paris.
L’emprise de la fontaine du Trocadéro (pelouses et bassins) forme un îlot délimité par quatre voies publiques : la place de Varsovie (nommée en 1928), l’avenue Albert-Ier-de-Monaco (nommée en 1932), l’avenue Hussein-Ier-de-Jordanie (nommée en 1999) et l’avenue Gustave-V-de-Suède (nommée en 1951).

## Historique

### La fontaine originelle

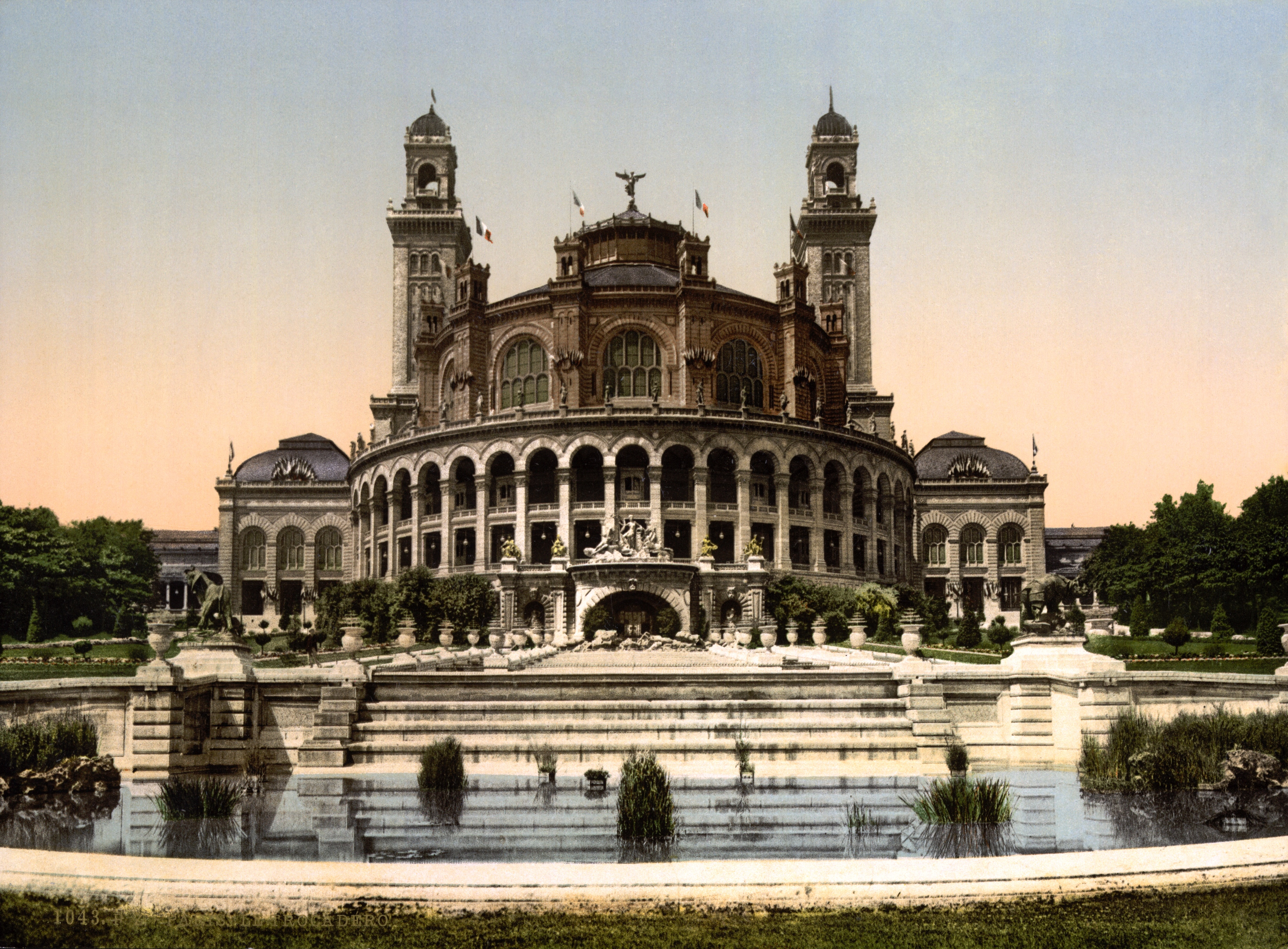
La première fontaine, devant l'ancien palais du Trocadéro (1878-1935).

À la place de l'actuelle fontaine s'en trouvait une autre, qui se présentait sous la forme d'une cascade et qui avait été érigée par Gabriel Davioud pour l'exposition universelle de 1878, en même temps que l'ancien palais du Trocadéro.
Des mascarons en bronze d'Auguste Rodin y étaient intégrés, sept d'entre eux ont été récupérés et réinstallés au parc de Sceaux ; d'autres ont été installés sur le mur de soutènement de la terrasse du jardin des serres d'Auteuil et les modèles en plâtre de deux d'entre eux sont conservés au musée des arts décoratifs de Paris.
La fontaine était entourée de quatre sculptures en bronze, Le Cheval à la herse par Pierre Louis Rouillard, Le Jeune éléphant pris au piège par Emmanuel Frémiet, Le Rhinocéros par Henri-Alfred Jacquemart et Le Bœuf par Auguste Cain, qui se trouvent depuis pour les trois premières à Paris devant le musée d'Orsay, et à Nîmes pour la dernière.
La fontaine a été détruite en 1935 pour laisser place à la suivante.
| Trois des mascarons par Auguste Rodin (1878), aujourd'hui au parc de Sceaux. |  | Trois des mascarons par Auguste Rodin (1878), aujourd'hui au parc de Sceaux. |  | Trois des mascarons par Auguste Rodin (1878), aujourd'hui au parc de Sceaux. |
| Trois des mascarons par Auguste Rodin (1878), aujourd'hui au parc de Sceaux. |  |                                                                              |  |                                                                              |

### La fontaine de 1937

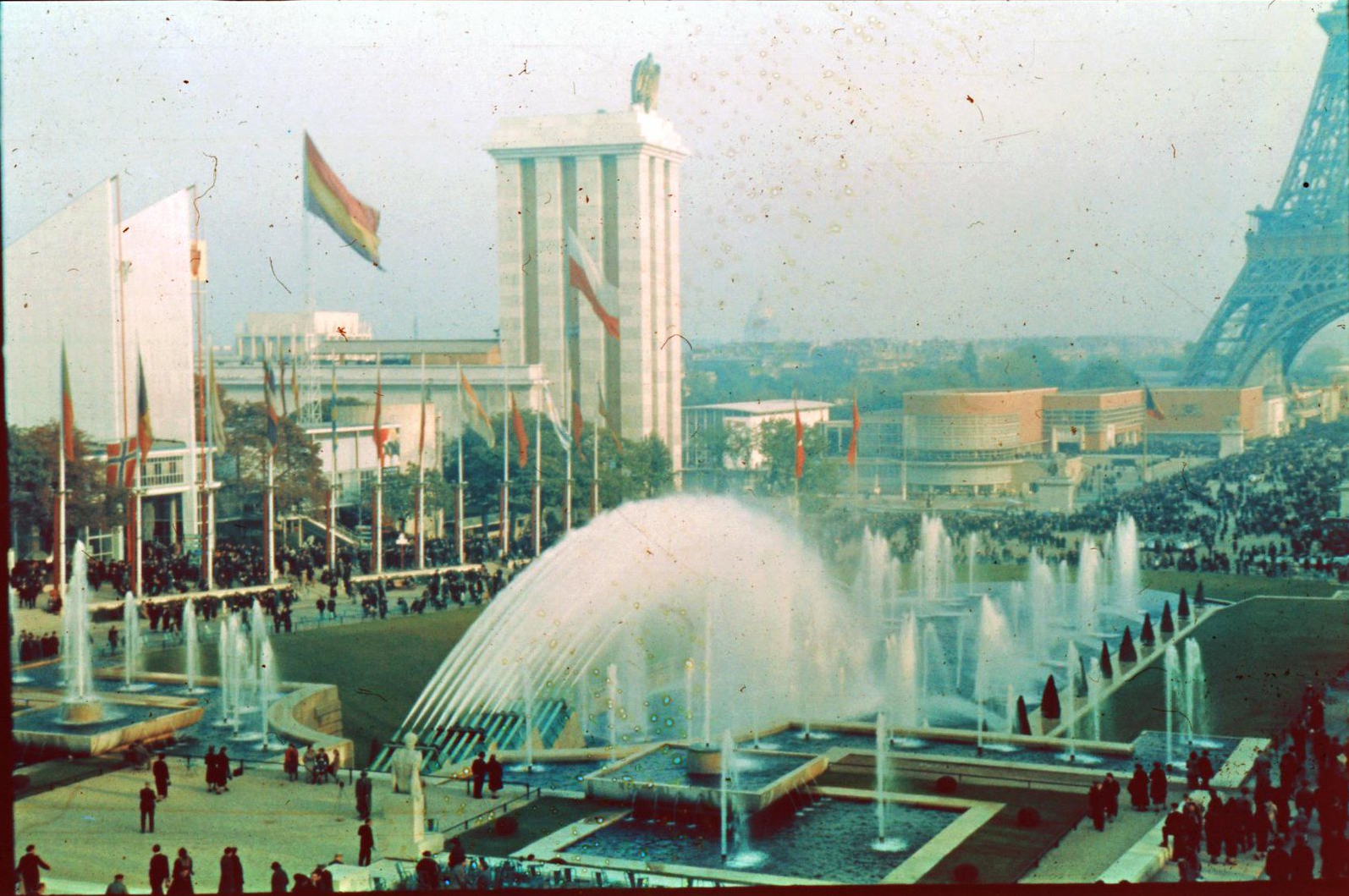
L'Exposition universelle de 1937 à Paris. La fontaine de Varsovie.

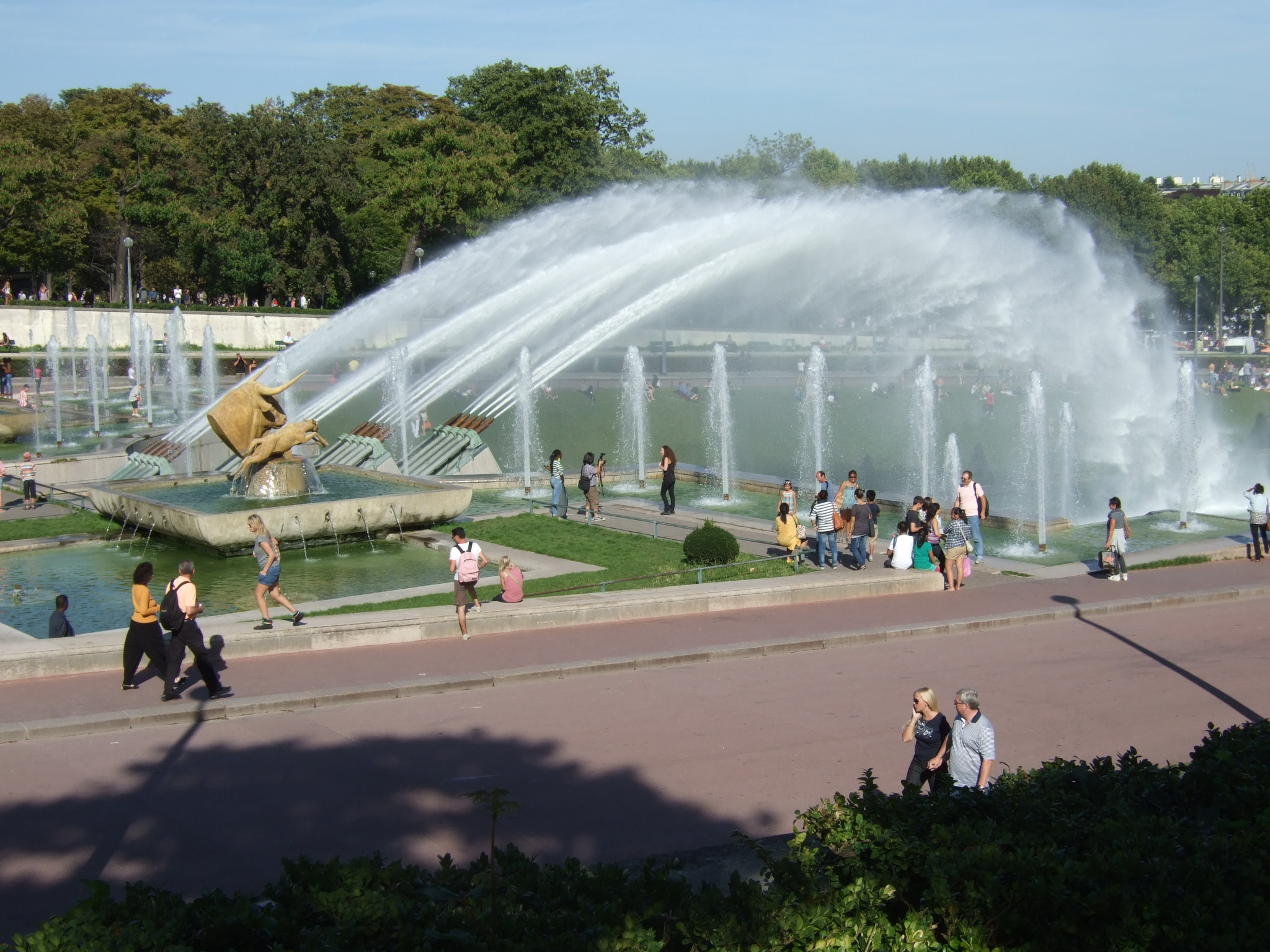
Vue de la fontaine en 2011.

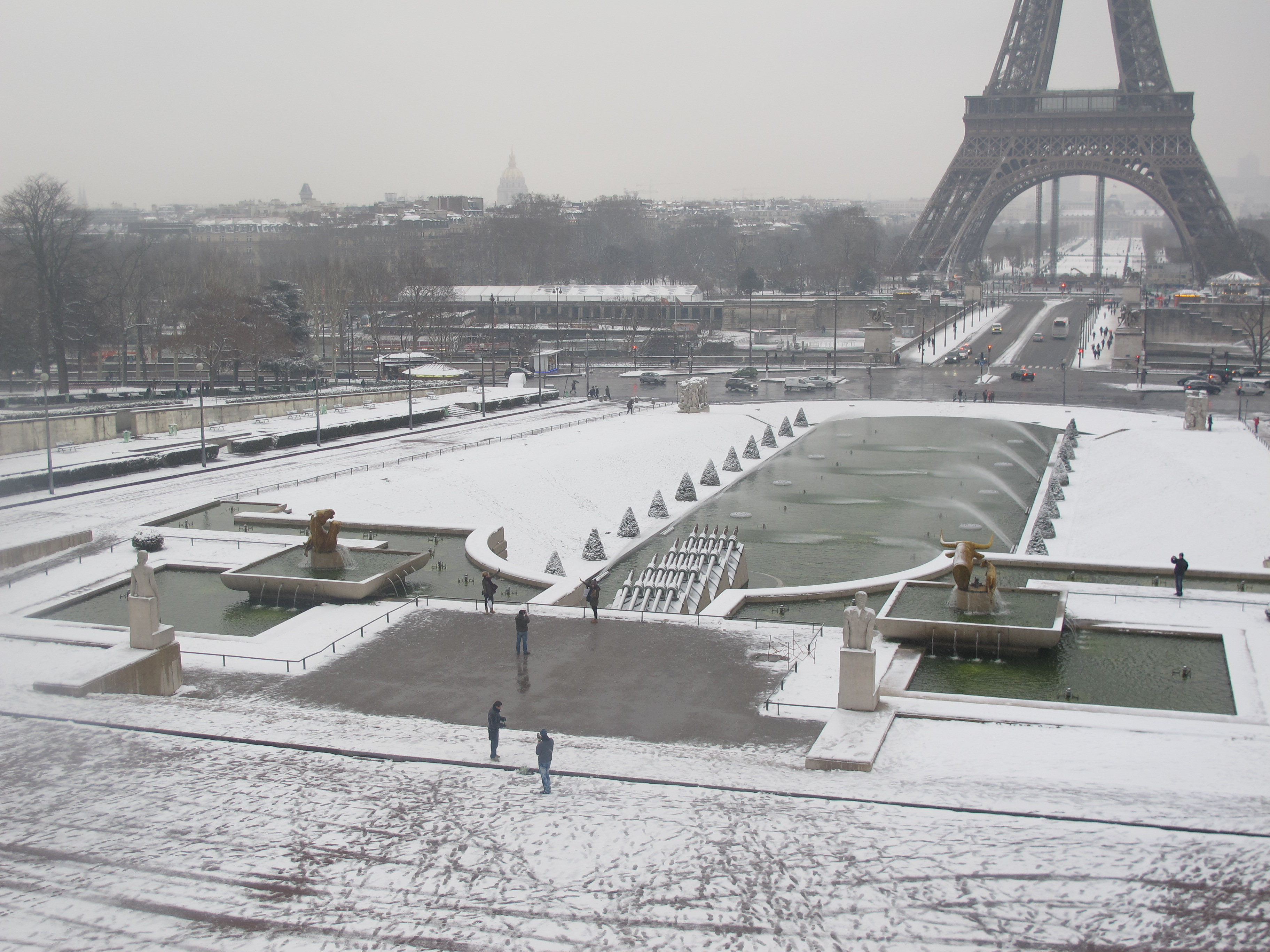
Fontaine sous la neige.

La fontaine est construite pour l'exposition spécialisée de 1937, qui voit une restructuration complète du quartier, le remplacement de l'ancien palais du Trocadéro par le palais de Chaillot et le réagencement des jardins du Trocadéro. Les architectes sont Roger-Henri Expert, Paul Maître et Adolphe Thiers, les sculpteurs Daniel-Joseph Bacqué et Léon-Ernest Drivier. Plus grande fontaine de Paris, elle comprend « un impressionnant dispositif de vingt canons obliques, répartis en quatre groupes de cinq, pointés vers la tour Eiffel et d'une portée de cinquante mètres, auxquels s'adjoignent, en termes strictement aquatiques, cinquante-six gerbes d'eau de quatre mètres et douze colonnes de sept mètres. Le tout fonctionne sur une motorisation de mille chevaux ». Lors de l'exposition de 1937, 530 projecteurs électriques sont installés dans et autour de la fontaine afin de créer un spectacle nocturne.
L'hiver, lorsque la fontaine est gelée, il est possible de faire du patin à glace et des glissades sur la surface.
Des images du clip du morceau Rockollection (1977) de Laurent Voulzy sont tournées devant la fontaine ainsi qu'une scène du film LOL USA (2012) de Lisa Azuelos.
En 1989, à l'occasion du centenaire de la construction de la tour Eiffel, pour la célébration du 200e anniversaire de la Révolution française, Mireille Mathieu chante La Marseillaise avec le chœur de l'armée française devant la fontaine de Varsovie. Le spectacle est retransmis en direct par la télévision française.
Durant l'été 2021, les jardins du Trocadéro sont réaménagés de manière éphémère afin d'accueillir une fanzone permettant de suivre les Jeux olympiques de Tokyo. À cette occasion, la fontaine est mise hors-eau, transformée en stade,.
Ce site est desservi par les lignes 6 et 9 à la station de métro Trocadéro.

#### Description
L'actuelle fontaine du Trocadéro se présente sous la forme d'un bassin rectangulaire, « surmonté d'une série de petits bassins symétriques fonctionnant en circuit fermé ». Vingt canons à eau obliques d'une portée de 50 mètres, 56 gerbes d'une portée de 7 mètres et 12 colonnes d'eau d'une portée de 7 mètres propulsent 5 700 litres d'eau par seconde.
Deux sculptures encadrent la fontaine au niveau de la Seine, en ronde-bosse : La Joie de vivre de Léon-Ernest Drivier et La Jeunesse de Pierre-Marie Poisson. Une sculpture représentant des chevaux et un chien, par Georges Guyot, et une autre, de Paul Jouve, représentant un taureau et un daim, ornementent les bassins alors que deux statues de Pierre Traverse (L'Homme) et de Daniel Bacqué (La Femme) surplombent l'édifice. La fontaine intègre un dispositif d'éclairage nocturne.